# Piotr Krzysztoporski
Piotr Krzysztoporski herbu Nowina (zm. ok. 1580 roku) – stolnik sieradzki w latach 1575–1579.
W 1575 roku podpisał elekcję Maksymiliana II Habsburga. Poseł województwa sieradzkiego na sejm koronacyjny 1576 roku.
Był wyznawcą kalwinizmu.